# Stiphodon imperiorientis
Stiphodon imperiorientis es una especie de pez de la familia de los Gobiidae en el orden de los Perciformes.

## Morfología
Los machos pueden llegar a alcanzar los 5 cm de longitud total.

## Distribución geográfica
Se encuentran en las Islas Ryukyu.

## Observaciones
Es inofensivo para los humanos.